# Pachyphlebina degenerata
Pachyphlebina degenerata är en fjärilsart som beskrevs av Erich Martin Hering 1928. Pachyphlebina degenerata ingår i släktet Pachyphlebina och familjen snigelspinnare. Inga underarter finns listade i Catalogue of Life.